# Zamek w Bettendorfie

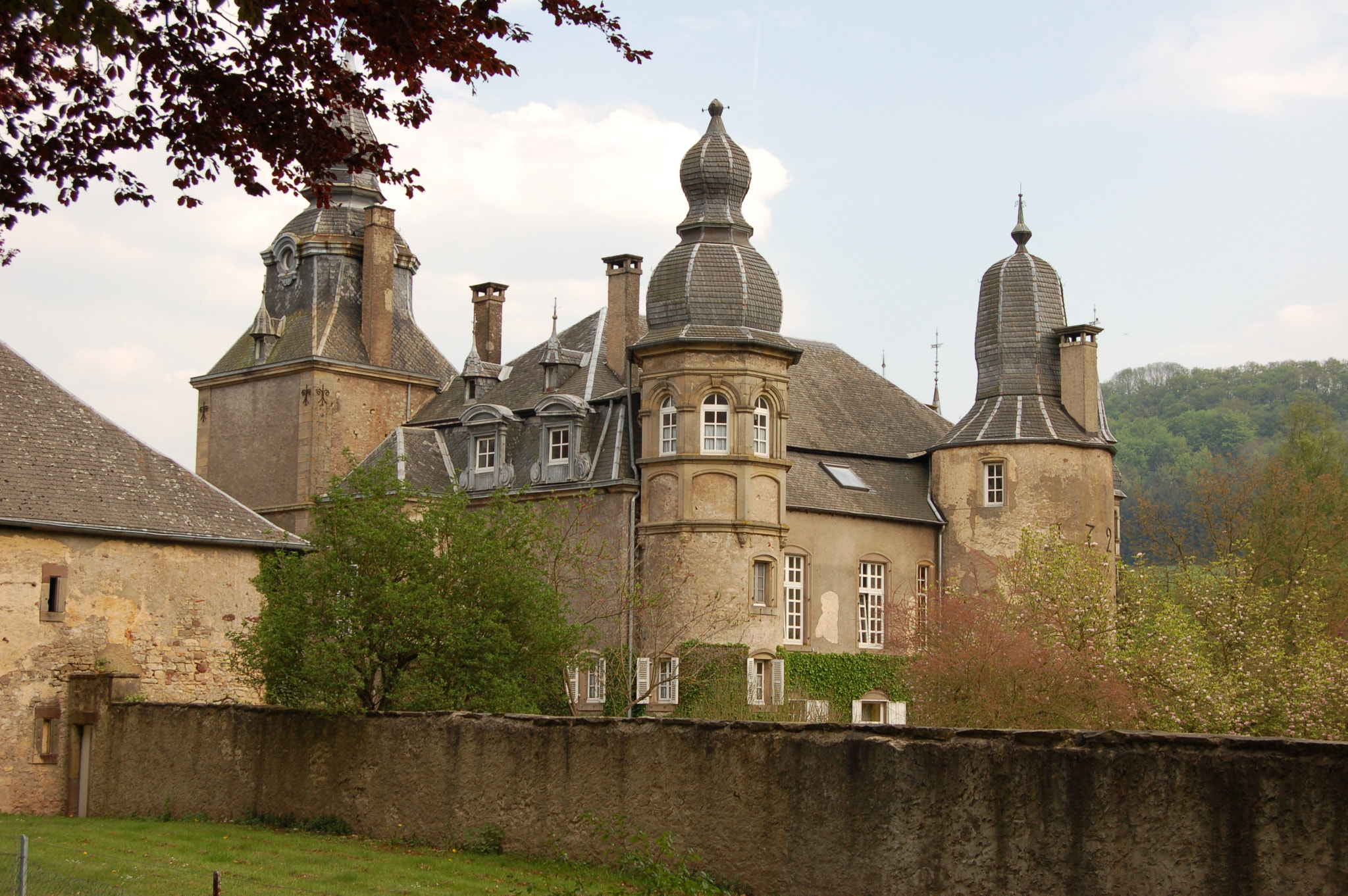

Zamek w Bettendorfie (fr. Château de Bettendorf, luks. Schlass Bettenduerf, niem. Schloss Bettendorf) – zamek w miejscowości Bettendorf w Luksemburgu. Wzniesiony w XIII wieku, w 1728 roku przebudowany na styl barokowy. Odrestaurowany w 1962 roku. Obecnie jest własnością prywatną i nie jest udostępniony dla zwiedzających.